# Битка при Аладжа
Битката при Аладжа или Битка при Авлиар-Аладжакската позиция, е преломна във военните действия на Кавказкия фронт от Руско-турската война (1877-1878).

## Авлиар-Аладжакска позиция
Изградена е по планината Аладжа в долината на Карс. Има ключово значение за военните действия по направлението Карс-Ерзурум. Османските сили на Кавказкия фронт я превръщат в опора по време на второто руско настъпление.
Съставена е от няколко групи укрепления, устроени по върховете и височините: Аладжа, Авлиар, Малък Яги, Голям Яги, Орлокски височини, Чифт тепе и др. Укрепени са силно с окопи, ложементи, батареи и редути. Позицията се отличава с голяма разтегнатост на отбранителната линия. Общата дължина на първата отбранителна линия е около 30 км, а на втората около 20 км. Опират се на силите и комуникациите във и от град Карс, отдалечен на 20 – 25 км.

## Бойни действия
Главните сили на Действуващия Руски корпус са в състав от 61 батальона, 80 сотни и ескадрона, 220 оръдия, общо 56 000 офицери и войници. Водят настъпление по направлението Карс-Ерзурум срещу Авлиар-Аладжакската османска позиция. Заета е от главните сили на Ахмед Мухтар паша от 50 табора и 74 оръдия, общо 38 000 офицери и войници.
Планът за настъплението е разработен от генерал-лейтенант Николай Обручев. Главният удар се нанася срещу центъра и левия фланг на позицията при Аладжа. Срещу десния фланг се провеждат сковаващи действия. Неголемия Камбински руски отряд извършва обходно движение и е в тила на противниковата позиция. Целта е да се изолират вражеските сили на позициите при Карс, след което да се унищожат.
Бойните действия се водят от 19 септември до 21 септември 1877 г. Очакваните резултати не се постигат поради: неедновременност на действията, отблъскване на атаката при височините на Аладжа и Визинкьой, мудни отвличащи и обходни действия. Постигнат е частичен успех, без да са застрашени главните противникови сили.
В края на месец септември Ахмед Мухтар паша съкращава линията на отбраната. Съсредоточава силите си на височините при Аладжа, Авлиар, Малък Яги и Визинкьой. Поради недостиг на време позициите не са достатъчно добре укрепени. Осъзнавайки пропуска с изоставянето на командната височината Голям Яги, на 1 октомври води неуспешен бой за отвоюването и от руските части.
Генерал-лейтенант Николай Обручев отделя за новите действия 50 700 офицери и войници и 228 оръдия. Около 1/3 от тях са съсредоточени за усилване на обходната колона на генерал-лейтенант Иван Лазарев, която е насочена в тила на противника за завземане на височините Базарджик и Визинкьой. На 2 октомври обходната колона атакува османските сили с командир Рашид паша. До края на деня е сломена османската съпротива и са превзети Орлокските, Визинкьойските и Базарджикските височини, заета е позиция срещу десния противников тил.
Ахмед Мухтар паша оценява опасността и започва изтегляне на главните си сили към Карс. На 3 октомври главните руски сили с командир генерал-лейтенант Василий Хейман атакуват позицията при Авлиар. След отбити две османски контраатаки и общ щурм от три посоки към 12:30 часа позицията е превзета, а османските сили избягват на височината Чифт тепе. Под нейно прикритие всички османски сили усилено се изтеглят към Карс.
Колоната на генерал-майор Христофор Рооп е насочена срещу Аладжакската позиция. Сред ожесточен бой към 15:30 часа е превзета. Османските остатъци се присъединяват към силите на височината Чифт тепе, но към 17:30 часа са обкръжени. Османският военен съвет взема решение за капитулация, която е приета е в 23:00 часа.
Руската победа при Авлиар-Аладжакската позиция е прелом във военните действия на Кавказкия фронт.